# Beautiful (Eminem-sang)
 For alternative betydninger, se Beautiful. (Se også artikler, som begynder med Beautiful)
"Beautiful" er den tredje og sidste officielle single fra den amerikanske rapper Eminems sjette studiealbum Relapse. Den blev udgivet den 12. maj 2009 på iTunes som digital download. Beautiful gjorde sin debut på UK Singles Chart den 17. maj 2009 som #38 og igen senere som #31 på grund af massiv airplay og blev udgivet som tredje britiske single efter We Made You. Siden da har sangen toppet som #12. Det blev Eminems 21. top 40-single i Storbritannien, men også hans anden officielle single, der ikke nåede ind i top ti. I USA debuterede den på 17.pladsen på Billboard Hot 100. Sangen var på A-listen hos BBC Radio 1. I ugen fra den 23. juli 2009 kom den igen ind på Hot 100 som nummer 98. 

## Hitlister
| Hitliste (2009)                                  | Højeste placering |
| ------------------------------------------------ | ----------------- |
| Australien (ARIA)                                | 33                |
| Canada (Canadian Hot 100)                        | 8                 |
| Danmark (Track Top-40)                           | 40                |
| Europa (Eurochart Hot 100 Singles)               | 26                |
| Irland (IRMA)                                    | 5                 |
| New Zealand (RIANZ)                              | 4                 |
| Skotland (Official Charts Company)               | 6                 |
| Schweiz (Schweizer Hitparade)                    | 8                 |
| Storbritannien Singles (Official Charts Company) | 12                |
| Sverige (Sverigetopplistan)                      | 47                |
| Tyskland (Official German Charts)                | 39                |
| USA Billboard Hot 100                            | 17                |
| USA Billboard Pop Songs                          | 35                |
| Østrig (Ö3 Austria Top 40)                       | 11                |